# Ono (Fukushima)
Pour les articles homonymes, voir Ono.
Ono (小野町, Ono-machi) est un bourg japonais (町, machi ou -chō) situé dans la préfecture de Fukushima.
Sa population est estimée à 10 566 habitants au 1er juin 2013.